# Loretto (Tennessee)
Loretto és una població dels Estats Units a l'estat de Tennessee. Segons el cens del 2000 tenia 1.665 habitants.

## Demografia
Segons el cens del 2000, Loretto tenia 1.665 habitants, 681 habitatges, i 486 famílies. La densitat de població era de 171 habitants/km².
Dels 681 habitatges en un 29,5% hi vivien nens de menys de 18 anys, en un 58,3% hi vivien parelles casades, en un 10,4% dones solteres, i en un 28,5% no eren unitats familiars. En el 24,8% dels habitatges hi vivien persones soles el 13,8% de les quals corresponia a persones de 65 anys o més que vivien soles. El nombre mitjà de persones vivint en cada habitatge era de 2,44 i el nombre mitjà de persones que vivien en cada família era de 2,91.
Per edats la població es repartia de la següent manera: un 23,5% tenia menys de 18 anys, un 8,8% entre 18 i 24, un 25,5% entre 25 i 44, un 24% de 45 a 60 i un 18,1% 65 anys o més.
L'edat mediana era de 40 anys. Per cada 100 dones de 18 o més anys hi havia 86,3 homes.
La renda mediana per habitatge era de 31.528 $ i la renda mediana per família de 35.952 $. Els homes tenien una renda mediana de 29.940 $ mentre que les dones 21.250 $. La renda per capita de la població era de 18.195 $. Entorn del 9,5% de les famílies i el 13,6% de la població estaven per davall del llindar de pobresa.

## Poblacions més properes
El següent diagrama mostra les poblacions més properes.